# Olivia Crocicchia
Olivia Crocicchia (nacida en 1995) es una actriz estadounidense de Connecticut conocida por interpretar a Katy Gavin, la hija del personaje interpretado por Denis Leary en la serie de televisión Rescue Me en 2004. También interpretó un papel importante en la serie I Killed My BFF en 2015.

## Filmografía

### Cine
| Año  | Título                | Personaje     | Observaciones |
| ---- | --------------------- | ------------- | ------------- |
| 2005 | Walking on the Sky    | Lisa          |               |
| 2010 | Almost Kings          | Emily         |               |
| 2011 | Terri                 | Heather Miles |               |
| 2012 | Watch the Corners     |               | Cortometraje  |
| 2012 | Besties               | Sandy         | [ 4 ]         |
| 2013 | Palo Alto             | Chrissy       |               |
| 2014 | At the Devil's Door   | Charlene      |               |
| 2014 | Men, Women & Children | Hannah Clint  |               |
| 2014 | Teacher of the Year   | Faith Gregory |               |
| 2015 | Accidental Love       | Marsha Weber  |               |
| 2015 | Backgammon            | Elizabeth     | [ 5 ]         |
| 2016 | Actors Anonymous      | Elle          |               |
| 2017 | The Yellow Birds      | Tess          |               |
| 2017 | Mom and Dad           | Riley         |               |

### Televisión
| Año     | Título                            | Personaje      | Observaciones |
| ------- | --------------------------------- | -------------- | ------------- |
| 2003    | Law & Order: Special Victims Unit | Courtney Jones |               |
| 2004    | Law & Order                       | Sophie Winslow |               |
| 2004–11 | Rescue Me                         | Katy Gavin     | 38 episodios  |
| 2011    | CSI: NY                           | Kate Weber     |               |
| 2013    | Boomerang                         | Gemma          |               |
| 2015    | Casual                            | Kelly          |               |
| 2015    | I Killed My BFF                   | Heather Thomas |               |